# コダイゴン
コダイゴンは、特撮テレビドラマ『帰ってきたウルトラマン』をはじめとする「ウルトラシリーズ」に登場する架空の怪獣。別名は魔神怪獣。

## 『帰ってきたウルトラマン』に登場するコダイゴン
『帰ってきたウルトラマン』第43話「魔神 月に咆える」に登場。
伊吹隊長の命を狙ってMATを解散させようと目論むグロテス星人に操られる、鎧人形のような怪獣。グロテス星人が宇宙から連れてきたわけではなく、蓮根湖畔の蓮根神社にあった神将像をグロテス星人が怪獣化させたものである。武器は手に実体化させた宝剣と両腕から放射する600メートル先まで届く5000度の火炎。ウルトラマンジャックとの戦いでは頑強な全身の鎧を利用してグロテス星人をかばうが、グロテス星人がジャックに倒されると同時に頭部が爆発して湖に倒れて消滅し、元の像に戻った。
- スーツアクター：遠矢孝信[6]
- デザインは井口昭彦（高橋昭彦）が担当した[出典 5]。造形ではブロンズカラーであったが、デザイン画ではカラフルになっており、武器や兜の飾りの形状も異なる[9]。井口はデザイン以上の造形になったことから、気に入った怪獣の1体として挙げている[8][9]。
- 内山まもるの漫画版『帰ってきたウルトラマン』の一編「魔神 学舎に咆える」[注釈 2]では、小学校の校舎内から出現してジャックを襲うが、ウルトラランスで貫かれて絶命する。
- DVD『ウルトラマンゼロ&ウルトラヒーロー 超決戦DVD』では、宝剣の名称を蓮根宝剣と紹介している[10]。

## コダイゴンジアザー
『ウルトラマンメビウス』第12話「初めてのお使い」に登場。
廃棄処分が決定していた物質を怪獣化させる特殊細胞グロテスセルをトリヤマ補佐官が紛失し、それを拾った古道具屋の老人の持つ恵比寿像にグロテスセルが吸収され、巨大化したもの。レジストコードはドキュメントMATに記録されている、グロテス星人が誕生させたコダイゴンに由来する。
手にした「商売繁盛」と、しゃべる鯛像から連射する光弾鯛砲や釣竿などのさまざまな武器を駆使するうえ、大量のグロテスセル（先代ゴダイゴン3体分ほど）を吸収したことにより、メビウスを超える怪力と頑丈な身体を持つ。また、高速移動や高速飛行が可能であり、ジョージには「商売繁盛な雰囲気の漂う敵」と評される。なお、鯛像は独立して宙を舞い、メビウスとヒカリをコダイゴンジアザーと連携して圧倒する強さを見せるが、持ち主の老人がかつて像を落とした際に破損した右足の亀裂が弱点で、最後はそこにメビウスのメビュームシュートとヒカリのナイトシュートを撃たれ、グロテスセルがすべて気化したことにより、元の像に戻る。
メビウスに釣竿で叩かれた際には怒ったような表情を見せる、メビュームシュートとナイトシュートを右足に受けた際には「痛い」と叫ぶなど、感情や痛覚を持っているかのような挙動も見せている。
- 声：難波圭一
- スーツアクター：横尾和則
- 当初は声をつける予定はなかったが、アフレコ時に監督の鈴木健二の指示でヒカリ役の難波が試しに当てたところ面白かったため、そのまま採用された[14]。その代わり、難波が演じる予定であったヒカリの声はすべて流用となった[14]。
- デザインは酉澤安施が担当[15]。脚本の記述に従って恵比寿をモチーフとし、木彫りの熊のようなデザインにしている[15]。
- 当初はメテオールを悪の科学者が悪用するという流れであった[16]。

## その他
- 特撮テレビ番組『レッドマン』第62・69・96・97・130・133・134・135話[17]に登場。
- 映画『大怪獣バトル ウルトラ銀河伝説 THE MOVIE』では、初代コダイゴンが百体怪獣ベリュドラの左腕を構成する怪獣の1体となっている[18]。
- 『ウルトラゾーン』第9話のミニコーナー「怪獣ことわざ」では、「コダイゴンには蓋をしろ」という絵が登場する[19]。また、第13話のアイキャッチでは、プロレスラーとなってリングの上で左足を上げている姿が描かれている。
- 2015年4月15日に「帰ってきた怪獣酒場」が開店する際には、レジに初代コダイゴンの社風神棚が置かれている[20]。
- 『ウルトラマントリガー NEW GENERATION TIGA』第7話「インター・ユニバース」では、コダイゴンジアザーの鯛像のみが登場[21]。バロッサ星人（四代目）によってどこからか強奪された希少な盗品であり、トレジャーハンターのイグニスへの自慢として挙げられ、彼を驚愕させる。その後、ウルトラマントリガー マルチタイプやウルトラマンゼット オリジナルとの戦闘では、「商売繁盛」と叫びながら彼らに襲いかかるが地面に叩きつけられ、活動を停止した。